# Super Seria 2006: Moskwa
Super Seria 2006: Grand Prix Moskwy – indywidualne, trzecie w 2006 r. zawody siłaczy z cyklu Super Serii.
Data: 1, 2 lipca 2006

Miejsce: Moskwa  Rosja
WYNIKI ZAWODÓW:
| Miejsce | Zawodnik             | Kraj              | Punkty              |
| ------- | -------------------- | ----------------- | ------------------- |
| 1.      | Mariusz Pudzianowski | Polska            | 109                 |
| 2.      | Elbrus Nigmatullin   | Rosja             | 88                  |
| 3.      | Jessen Paulin        | Kanada            | 78,5                |
| 4.      | Boris Haraldsson     | Islandia          | 77                  |
| 5.      | Don Pope             | Stany Zjednoczone | 73                  |
| 6.      | Odd Haugen           | Norwegia          | 64,5                |
| 7.      | Aleksandr Kluszew    | Rosja             | 58,5                |
| 8.      | Carl Waitoa          | Nowa Zelandia     | 53                  |
| 9.      | Siargiej Riumin      | Białoruś          | 52                  |
| 10.     | Arild Haugen         | Norwegia          | 46,5 (kontuzjowany) |
| 11.     | Szimko Kirill        | Białoruś          | 34,5                |
| 12.     | Magnus Samuelsson    | Szwecja           | 32 (kontuzjowany)   |
| 13.     | Kall Fokam           | Kamerun           | 15,5                |
| 14.     | Matti Uppa           | Finlandia         | 9                   |

Czterech najlepszych zawodników zakwalifikowało się do indywidualnych Mistrzostw Świata Strongman 2006.